# Dąbie (powiat szczecinecki)
Dąbie – osada w Polsce położona w województwie zachodniopomorskim, w powiecie szczecineckim, w gminie Borne Sulinowo.